# Афанасий Шчапов
Афана̀сий Проко̀пиевич Шча̀пов (на руски: Афанасий Прокопьевич Щапов) е руски историк, антрополог и общественик.

## Биография
Афанасий Шчапов е роден на 17 октомври (5 октомври стар стил) 1831 година в Анга, Иркутска губерния, в семейството на селския клисар и съпругата му бурятка. През 1841 година е изпратен с държавна стипендия в духовно училище в Иркутск, където през 1852 година завършва местната семинария. Отново с държавна стипендия отива в Казанската духовна академия, която завършва през 1857 година и където остава като преподавател по църковна история, като работи главно в областта на историята на старообредството и връзката му със социалното и политическо развитие на Русия. През 1861 година става професор по руска история в Казанския университет по препоръка на преместилия се в Москва дотогавашен професор Нил Попов. Там подготвя лекционен курс за руската колонизация на изток.
На 16 април 1861 година Шчапов произнася емоционална реч на погребението на селяните, избити при Безденските вълнения, предизвикани от реформите по премахване на крепостничеството. В резултат на това е арестуван и отведен в Санкт Петербург. По време на следствието развива възгледите си за реформиране на земствата, които привличат вниманието на вътрешния министър Пьотър Валуев. С негово съдействие той е помилван и е назначен за чиновник във вътрешното министерство, където трябва да се занимава с въпросите на старообреството, но скоро е уволнен за лоша дисциплина. Лишен от преподавателски права, Афанасий Шчапов остава в Санкт Петербург и с помощта на Григорий Елисеев и Виктор Григорович започва да публикува в издания като „Отечествение записки“, „Дело“ и „Век“.
През 1862 година Шчапов се жени за учителката Олга Жемчужникова, двамата нямат деца. Малко след това отново е арестуван във връзка с политическия процес срещу лондонската емигрантска група около Александър Херцен, но е оправдан. Въпреки това възгледите му за разширяване на местното самоуправление го правят политически подозрителен за власитте и през 1864 година е заточен в родното си село, а малко по-късно в Иркутск. През 1965 година отново е арестуван и разследван за връзки с повлияното от него движение на Сибирското областничество, но пак е освободен.
В Иркутск Афанасий Шчапов продължава журналистическата си дейност и се включва активно в местното географско дружество. През 1866 година се включва в експедицията на Инокентий Лопатин в Туруханския край и прави етнографски изследвания на местните жители – остяци, самоеди, тунгуси, долгани и други.
Още в Казан Шчапов се заразява със сифилис, а в Иркутск развива и алкохолизъм. Заради утежненото си състояние от сифилиса, през 1872 година съпругата му трябва да напусне работата си, което се отразява тежко на материалното им състояние. През 1874 година тя умира, а Шчапов продължава да се издържа главно с нередовни помощи от литературни организации.
Афанасий Шчапов умира от туберкулоза на 10 март (27 февруари стар стил) 1876 година в Иркутск.